# Cantó d'Izernore
El cantó d'Izernore era una divisió administrativa francesa del departament de l'Ain. Comptava amb 10 municipis i el cap era Izernore. Va desaparèixer el 2015.

## Municipis
- Bolozon
- Ceignes
- Izernore
- Leyssard
- Matafelon-Granges
- Nurieux-Volognat
- Peyriat
- Samognat
- Serrières-sur-Ain
- Sonthonnax-la-Montagne

## Història
| Data d'elecció                           | Identitat                 | Partit                                 | Qualitat |
| ---------------------------------------- | ------------------------- | -------------------------------------- | -------- |
| 1945-1968                                | Jules Donier              | SFIO                                   |          |
| 1969-1982                                | Henri Massonnet           | Divers droite, després UDF             |          |
| 1982-2001                                | Michel Carminati          | UDF                                    |          |
| 2001-2008                                | Laurence Jeanneret-Nguyen | UDF, després Unió pel Moviment Popular |          |
| 2008-2015                                | Mario Borroni             | Divers gauche                          |          |
| les dades anteriors no són pas conegudes |                           |                                        |          |
|                                          |                           |                                        |          |

## Demografia
| A partir de 1990: Població sense dobles comptes |